# Природоохоронна (екологічна) пропаганда
Природоохоронна (екологічна) пропаганда — вплив на світогляд, орієнтацію,  мотивацію, поведінку і настрій населення з метою ослаблення дій, спрямованих на знищення природи, а також на формування і підтримку природоохоронних переконань, знань, навичок і соціальної активності людей для дій, спрямованих на захист природи. Природоохоронна пропаганда є одним з методів  охорони природи.
Природоохоронна пропаганда має такі різновиди: усна пропаганда, наочна пропаганда, засоби масової інформації.
- До засобів (форм) наочної пропаганди відносяться — плакат, листівка, гасло, фотогазета, стінгазета, карикатури, ілюмінація, парад, виставка, меморіальна кімната, ювілейне оформлення[1].
- До засобів (форм) масової інформації належать: кіно, газети, журнали, радіо, телебачення, цирк, естрада, театр, магнітофон, програвач, народне свято, художня самодіяльність.
- До засобів (форм) усної пропаганди — доповідь, виступ, лекція, звіт, повідомлення, бесіда, зустріч, дискусія, розмова, чутка, драматизовані форми (читання худ. літератури), фольклорні форми (пісня)[1][4].

83% усієї інформації люди отримують за допомогою зору, 11% — за допомогою слуху, решта 6% інформації надходять через органи дотику, нюху і смаку.
Пропагандистську дію можна виразити формулою AIDA: 1) attention (увага), 2) interest (інтерес), 3) desire (збудження, бажання що-небудь зробити), 4) action (дія).

## Найбільш поширені пастки при проведенні природоохоронної пропаганди
Одна з них полягає в тому, що нібито випуск великої кількості екологічних пропагандистських повідомлень автоматично сприятиме поліпшенню охорони природи. Інша в тому, що нібито одне і те ж пропагандистське повідомлення буде однаково зрозуміле в різних вікових, соціальних і національних групах. Третьою помилкою є надмірна залежність від традиційних «великих засобів масової інформації» (ЗМІ). Насправді люди отримують набагато більше інформації від спілкування між собою, ніж від преси або телебачення. Четвертою помилкою може бути думка, що нібито знання екологічної проблеми автоматично викликає поведінку, відповідну цьому знанню. П'ятою помилкою стає бажання вести природоохоронну пропаганду на державній базі (держава ніколи не буде повністю зацікавленою в охороні природи). Шосте — поширена неправильна думка, що в природоохоронній пропаганді кожен є фахівцем. Сьома пастка полягає в тому, що не завжди творець інформації може донести її до споживача. Якщо ця інформація перетинає кордон (культурний, національний, академічний тощо) — потрібен перекладач. Восьма пастка являє собою небезпеку, пов'язану з перенесенням на природоохоронну пропаганду традиційних моделей політичної пропаганди.
Вплив природоохоронної пропаганди має вивчатися. Без цього вона не має сенсу. Більш того, пропагандистська діяльність не дає «нульового» ефекту — він може бути або позитивним, або негативним. Необхідно виявляти цільові верстви громадськості для поширення природоохоронної інформації, проводити оцінку рівнів її сприйняття, конкретних інтересів і проблем в галузі навколишнього середовища, знаходити найбільш дієві канали, методи спілкування, мови, технології та процедури для поширення інформації серед кожної умовної аудиторії.
З метою посилення природоохоронної пропаганди можна рекомендувати наступне: розширення співпраці з соціологами, журналістами, письменниками, етнографами; організацію сучасної системи накопичення, переробки та розповсюдження інформації із захисту природи; популяризацію екофільних народних традицій; використання релігії; дослідження антиприродних суджень і стереотипів, поглядів і уявлень; географічне диференціювання природоохоронної пропаганди в місцях переплетіння різних традицій і стереотипів; підготовку кваліфікованих пропагандистів; розробку теорії природоохоронної пропаганди; вивчення її ефективності (моніторинг пропаганди); управління пропагандою.
В останні десятиліття одним з найефективніших засобів природоохоронної пропаганди стало використання Інтернету та  соціальних мереж. Багато громадських екологічних організацій використовують Інтернет і соціальні мережі для організації масових природоохоронних акцій, наприклад, для збору сміття на охоронюваних природних територіях, посадки дерев, збору підписів під петиціями тощо
Важливим моментом природоохоронної пропаганди стала наявність сайтів природоохоронних державних структур і громадських екологічних організацій, на яких у дуже короткий проміжок часу публікуються природоохоронні новини.
Чималий внесок у пропаганду охорони природи вносить Вікіпедія, де існує безліч сторінок з охорони природи, створено сайти і портали з цього питання. Найважливішим є те, що у створені сторінок і сайтів бере участь широкий загал молоді.